# Howard W. Koch
Howard Winchel Koch (New York, 11 aprile 1916 – Los Angeles, 16 febbraio 2001) è stato un produttore cinematografico, regista e produttore televisivo statunitense.
Dal 1977 al 1979 fu presidente della Academy of Motion Picture Arts and Sciences.

## Filmografia parziale

### Produttore
- Pantera rossa (1953)
- L'ascia di guerra (1954)
- Orizzonte di fuoco (1955)
- Il grido di guerra di Nuvola Rossa (1956)
- Crime Against Joe (1956)
- La stella spezzata (1956)
- I guerrieri di Alce Azzurro (1956)
- Il sonno nero del dottor Satana (1956)
- Il ribelle torna in città (1956)
- La pista dei Tomahawks (1957)
- L'isola stregata degli zombies (1957)
- Rivolta a Fort Laramie (1957)
- Tamburi di guerra (1957)
- Jeff Blain il figlio del bandito (1957)
- Squadra narcotici (1957)
- I fuorilegge del Colorado (1957)
- Miami Undercover - serie TV, 37 episodi (1961)
- La strana coppia (1968)
- L'amica delle 5 ½ (1970)
- Appartamento al Plaza (1971)
- Amiamoci così, belle signore (1972)
- Una volta non basta (1975)
- Al di là della ragione (1977)
- L'aereo più pazzo del mondo (1980)
- L'aereo più pazzo del mondo... sempre più pazzo (1982)
- Ghost - Fantasma (1990, non accreditato)

### Regista
- Il colpevole è tra noi (Shield for Murder) (1954)
- Un pugno di criminali (Big House, U.S.A.) (1955)
- Ragazze senza nome (Untamed Youth) (1957)
- FBI squadra omicidi (The Girl in Black Stockings) (1957)
- La carica dei quattromila (Fort Bowie) (1958)
- Il grande rischio (Violent Road) (1958)
- Frankenstein 1970 (1958)
- La ragazza del rodeo (Born Reckless) (1958)
- Le otto celle della morte (The Last Mile) (1959)
- Gli intoccabili - serie TV, 4 episodi (1960)
- Miami Undercover - serie TV, 38 episodi (1961)
- Agente 373 Police Connection (Badge 373) (1973)